# Asgardzi (Gwiezdne wrota)
Asgard – fikcyjna rasa pozaziemska z serialu Gwiezdne wrota. Asgardczycy pierwszy raz pojawiają się w 10. odcinku pierwszego sezonu pod tytułem Thor's Hammer. Typowy przykład tzw. "szarych ludzików".

## Wygląd
Asgardczycy mają około jednego metra wzrostu, szary odcień skóry, małe, chude kończyny, duże głowy i czarne oczy (są podobni do kosmitów z Roswell oraz opisach uprowadzeń przez UFO). 30 tys. lat temu Asgardczycy byli bardzo podobni do ludzi, różnili się głównie szarą skórą oraz brakiem owłosienia. Rozmnażali się jak ludzie, lecz z czasem stracili możliwość seksualnej reprodukcji. Korzystają więc z klonowania, które kieruje ich na ścieżkę zmierzającą do ich wyginięcia. Z tego powodu (włączając porwania ludzi z Ziemi), Asgardczycy podejmują drastyczne kroki, by zagwarantować przetrwanie gatunku. Jako że wszyscy wyglądają tak samo, rozpoznawani są po głosie. Asgardczycy są bardzo inteligentni, skutecznie rozwinęli mnóstwo zaawansowanych technologii, które zahamowały rozrost Goa`uldów. Asgard posiada okręty wyposażone w hipernapęd, pozwalający podróżować z jednej galaktyki do innej w ciągu kilku dni.

## Znani Asgardczycy
- Thor (Bóg piorunów)- Naczelny dowódca floty Asgardu. Jego świadomość co jakiś czas przenoszona jest do sklonowanego ciała. Thor jest bardzo przychylny Ziemi. Nawiązał ścisły kontakt z SG-1, a zwłaszcza z płk O’Neillem (który określa go mianem "kumpla") oraz z mjr Carter, z którą przyszło mu raz współpracować w obronie jednej z planet Asgardu. Szybko działa i zawsze trzyma się określonego planu.

SG-1 nawiązało pierwszy kontakt z Thorem już w 1998 roku w Komnacie Mocy Thora. Pojawia się ponownie rok później gdy zaproponował włączenie Ziemi w Traktat Planet Chronionych przed Goa’uldami. Dzięki niemu Ziemia uniknęła ataku odwetowego. W wyniku wprowadzenia wiedzy Pradawnych w umysł O’Neilla Asgardczycy dostrzegli ogromny potencjał ludzkości. Kod genetyczny pułkownika został zabezpieczony przed kopiowaniem. Thor prowadził wszystkie negocjacje z płk O’Neillem uważając go za przedstawiciela jego gatunku. Bóg Piorunów pomagał także w schwytaniu agentów organizacji NID działającej poza Ziemią. Na przełomie 1999/2000 roku statek Thora zostaje przejęty przez replikatory i skierowany na Ziemię. Gdy okręt znalazł się na orbicie, Bóg piorunów przetransportował O’Neilla, aby zniszczył statek z nimi na pokładzie. Ostatecznie problem został rozwiązany. W trakcie tej akcji Thor był na skraju śmierci. Po ewakuacji na jedną z planet jego ciało zostało zabrane przez Asgard. Parę dni później Thor przybył na Ziemię przez wrota, prosząc o pomoc w odparciu ataku na planetę Asgardu która jest kluczem do przetrwania ich rasy. Wraz z mjr Carter udaje się opracować plan umożliwiający pokonanie replikatorów. W 2001 roku Anubis porwał Thora i pobrał całą jego wiedzę. SG-1 uratowała jego ciało, jednak okazało się, że za pomocą połączenia z komputerem statku Thor przeniósł swoją świadomość do komputera. Spowodowało to, że Bóg piorunów przejął sterowanie nad nim i statek pojawił się na orbicie Ziemi. Drużynie SG-1 udało się wydobyć z komputera statku świadomość Thora i przekazać ją Asgardowi. Pół roku później Thor prosi o pomoc w ostatecznym pokonaniu replikatorów. W zamian za wsparcie pomaga w rozwiązaniu kryzysu dyplomatycznego gdy Kinsey chciał wykorzystać fakt ujawnienia programu Stargate innym krajom do przejęcia władzy nad SGC przez NID. Następnie Thor nadzorował proces ostatecznego - jak się wydawało - zniszczenia replikatorów poprzez wciągnięcie ich w czarną dziurę. W parę miesięcy później Bóg piorunów podarował Ziemi silniki hiperprzestrzenne i wraz z O’Neillem spotkał się z prezydentem USA. Przed tą wizytą uczestniczył w procesie kamuflowania dowodów przedstawianych przez Colsona dotyczących istnienia obcych.
- Heimdall (Strażnik mostu Bifrost)- Naukowiec[2] Asgardu. Pracował nad genetyczną historią przodków, która miała pomóc ocalić jego rasę przed wymarciem. Badania prowadził w Drodze Mlecznej z dala od replikatorów na jednej z planet chronionych przez Asgard. Niestety planeta została wykorzystana przez Anubisa do sprawdzenia wytrzymałości osłon na ostrzał Asgardu. W wyniku tego Thor został porwany, a placówce groziło niebezpieczeństwo. Na ratunek przybyło SG-1. Wraz z Hemidallem uratowali oni materiał badawczy i samego Thora.
- Loki (Bóg podstępu i oszustwa)- Naukowiec[3]. Poszukiwał rozwiązania genetycznego problemu Asgardu, a jego badania nie zostały usankcjonowane przez Wysoką Radę. Jest odpowiedzialny za porywanie ludzi z Ziemi na pokład statku znajdującego się na orbicie. Gdy Asgard był zajęty problemem replikatorów, Loki porwał Jacka O’Neilla, który według Thora jest następnym krokiem w ewolucji ludzi. DNA O’Neilla zostało zabezpieczone przez Asgard i stworzono klon Jacka, młodszy o kilkadziesiąt lat.
- Aegir (Władca mórz)- Dowódca Walhali głównego statku obronnego Orilli
- Kvasir (Bóg mądrości)- Naukowiec
- Hermiod (Posłaniec bogów)- Inżynier[4]
- Freyr (Bóg urodzaju i płodności)- Członek Wysokiej Rady Asgardu i protektor planety K'Tau. Jest bardzo formalny, sztywny, dbający o dobro Asgardu i ludzkości. Freyr przybywa do SGC w momencie gdy Asgardowie sądzili że Thor zginął na swoim statku po ataku przez Anubisa. Po uratowaniu Thora przez SG-1, przybył on z trzema statkami w krytycznym momencie, gdy w pościg za statkiem SG-1 wyruszył Anubis.

## Historia
Pierwszą planetą zamieszkaną przez Asgardczyków była Othalla w galaktyce Idy.

### 30 000 lat temu
Pewna grupa Asgardczyków w stanie hibernacji wyrusza w podróż kosmiczną. W trakcie podróży komputer nawigacyjny ulega uszkodzeniu i statek wraz z załogą dryfuje bezwładnie przez galaktyki docierając w końcu do Drogi Mlecznej. Statek został niedawno odnaleziony przez Asgardzkich naukowców. Heimdall zaczął badania nad zachowanym na statku Asgardczyku sprzed 30 tysięcy lat, który zachował się w komorze hibernacyjnej.

### 10 000 lat temu
Asgardczycy wraz z trzema innymi cywilizacjami: (Pradawnymi, Nox i Furling) założyli Przymierze Czterech Ras.

### Do XXI wieku naszej ery
Pomimo dezaprobaty ze strony Asgardu, Goa’uldowie stali się postrachem Drogi Mlecznej. Rasa ta zaczęła brać ludzi jako nosicieli w tym samym czasie, gdy Asgardczycy zdali sobie sprawę z wielkiego potencjału ludzkości. Asgardczycy i Goa’uldowie przeszli w stan wojny, lecz ci pierwsi nie mogli zbytnio się w nią angażować, gdyż byli zajęci dużo potężniejszym wrogiem w galaktyce Idy.
Aby zapobiec całkowitej dominacji Goa’uldów w galaktyce Asgardczycy zawarli Traktat Ochrony Planet, dzięki któremu wiele światów było pod ich ochroną. Ich mieszkańcom ukazywali się pod postacią nordyckich bogów. Goa’uldowie zgadzali się na często nieprzychylne im warunki, gdyż bali się starcia z potężniejszym od siebie Asgardem, który jednocześnie nie chciał wojny z powodu prowadzenia walk z Replikatorami. Konflikt militarny na obu frontach mógłby przyczynić się do ich upadku.

### Replikatory
Asgardczycy nie byli w stanie pomóc Ziemi i Drodze Mlecznej w walce z Goa’uldami, gdyż byli zajęci wojną z groźniejszym wrogiem - Replikatorami. Replikatory szybko stały się niewrażliwe na energetyczną broń Asgardu, jednak broń ziemian oparta na energii kinetycznej okazała się skuteczna. Tau’ri pomagali Asgardczykom wiele razy, gdyż jako ewolucyjnie młodsza rasa wpadali na „głupie pomysły”, które Asgardczycy uznawali za zbyt proste, aby były skuteczne. Thor obiecał, że po zakończeniu wojny z Replikatorami pomogą raz na zawsze pokonać Goa’uldów z użyciem wszystkich możliwych środków. Z pomocą SG-1 Asgardczycy zdołali umieścić wszystkie Replikatory w polu o zmienionej szybkości czasu. Gdy w "odczuciu" Replikatorów minęło kilka minut, poza polem mijały tysiące lat. Zabieg taki miał dać czas Asgardczykom na znalezienie skutecznej broni przeciwko Replikatorom.
Niestety Replikatorom po dwóch latach udało się wydostać z pola i zaatakowali nową planetę Asgardu – Orillę. Atak się powiódł i wylądowali na niej, a razem z nimi Piąty - wyglądający jak człowiek, wysoce zaawansowany Replikator. Posiadający wiedzę Pradawnych pułkownik Jack O’Neill stworzył broń zdolną do zakłócania połączeń między „elektrycznymi komórkami” Replikatorów, co uniemożliwiało im łączenie się. Thor szybko stworzył większą wersję tej broni, przy pomocy której zdołał obronić całą planetę, jednak wielu Replikatorom - w tym "Piątemu" - udało się uciec.
Pozostałe Replikatory zwróciły swoją uwagę na Drogę Mleczną. Stały się niewrażliwe na antyreplikatorową broń, a Asgardczycy byli w stanie wysłać do pomocy tylko Thora. Replikatory zostały ostatecznie pokonane gdy Tau’ri, Naród Wolnych Jaffa oraz Baal użyli broni Pradawnych ukrytej na Dakarze do rozłożenia każdego Replikatora w Drodze Mlecznej na części pierwsze.

### Lata po-Replikatorowe i wymarcie
W ostatnim, 20. odcinku dziewiątego sezonu „Camelot” Asgardczycy brali udział w zjednoczonym ataku przeciwko flocie Ori, który zakończył się bezapelacyjną klęską sprzymierzeńców z Drogi Mlecznej.
W ostatnim, 20. odcinku dziesiątego sezonu (a zarazem ostatnim odcinku całego serialu) „Unending” Asgardczycy przekazali Tau’ri całą swoją wiedzę, historię i dziedzictwo, po czym dokonali masowego samobójstwa całej swojej rasy. Podjęli tak drastyczny krok, gdyż przez błędy z przeszłości ich ciała ulegały ewolucyjnej degradacji.

### Galaktyka Pegaza
W 11. odcinku 5. sezonu Gwiezdne wrota: Atlantyda – „The Lost Tribe” pojawia się odłam Asgardczyków, który oddzielił się ponad 10 000 lat temu i przeniósł do galaktyki Pegaza. W oddaleniu od Wysokiej Rady eksperymentowali na ludziach, celem przywrócenia swym ciałom dawnej formy.

## Stosunki z ludźmi
Spotkanie O`Neilla z Thorem pozwoliło Asgardowi do przyjęcia nowego spojrzenia na ludzi. Przestudiowali ich rasę i stwierdzili, że ludzkość posiada wielki potencjał. O`Neill udowodnił Asgardowi, że ludzie są gotowi stać się częścią galaktyki. Pomimo swych możliwości intelektualnych i potencjału obronnego Asgardowie nie byli w stanie długo walczyć z Replikatorami. Wyczerpali wszystkie możliwe sposoby walki, stając się bardzo zależnymi od Tau`ri i przy niejednej okazji odpłacali się za próbę pokonania tego wroga.

Asgardczycy stali się dłużnikiem Ziemi i obiecali, że kiedy walka z Replikatorami dobiegnie końca, powierzą im swoje środki, pomagając raz na zawsze rozprawić się z Goa`uldami. Już zaczęli spełniać swoją obietnicę wyposażając Prometeusza w zaawansowane osłony i broń. Po odkryciu Atlantis zgodzili się pożyczyć nam Międzygalaktyczny Hipernapęd (tzw. II Klasy) w celu umożliwienia podróży Dedalem Atlantis-Ziemia.

### Traktat Planet Chronionych
Porozumienie między Władcami Systemu a Asgardami, stanowiący, że Władcy Systemowi nie mogą atakować planet objętych traktatem, pod groźbą odwetu ze strony Asgardu. Traktat obejmuje 27 planet, z Ziemią włącznie. Innymi planetami są np. Cimmeria (P3X-974), K'Tau, PX3-595 i Galar. Władcy Systemu są odpowiedzialni za wymuszenie przestrzegania traktatu przez pomniejszych Goa’uldów.

Jednymi z warunków traktatu są:
- zakaz osiągania wyższego poziomu technologicznego przez mieszkańców chronionych planet, który rodziłby zagrożenie dla Władców Systemu.
- zakaz sztucznego podniesienia poziomu technologicznego jakiejkolwiek chronionej planety przez Asgardczyków, nawet jeśli miałoby to na celu ratowanie ludności przed katastrofą.

Jakiekolwiek naruszenie traktatu powoduje nieważność całości umowy i pozwola Goa’uldom atakować planety objęte traktatem.
Traktat jest szanowany przez Goa’uldów głównie dlatego, że Asgard posiada nad nimi znaczną technologiczną przewagę i z dużą pewnością w otwartym konflikcie to Asgard by wygrał. Pod koniec sezonu 5 traktat traci na znaczeniu za sprawą chaosu sianego przez Anubisa, który zdobył dostęp do technologii Pradawnych, zupełnie zignorował traktat atakując jeden z okrętów Asgardu i porywając Thora .

## Wysoka Rada Asgardu
Wysoka Rada Asgardu jest radą rządzącą rasą Asgardu. Nieznana jest liczba jej członków, ale wiadomo, że jest ich co najmniej siedmiu (między innymi Freyr, Thor oraz Penigal. Decyzje Wysokiej Rady Asgardu wpływają na całą rasę, lecz nie wiadomo jaką ma dokładnie władze polityczną.